# Estadi Mohammed V

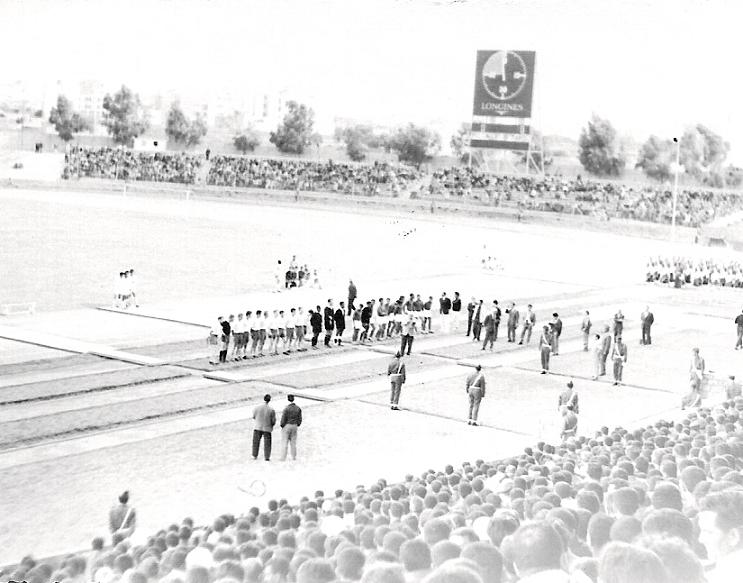
Estadi el 1961 durant els Jocs Panàrabs

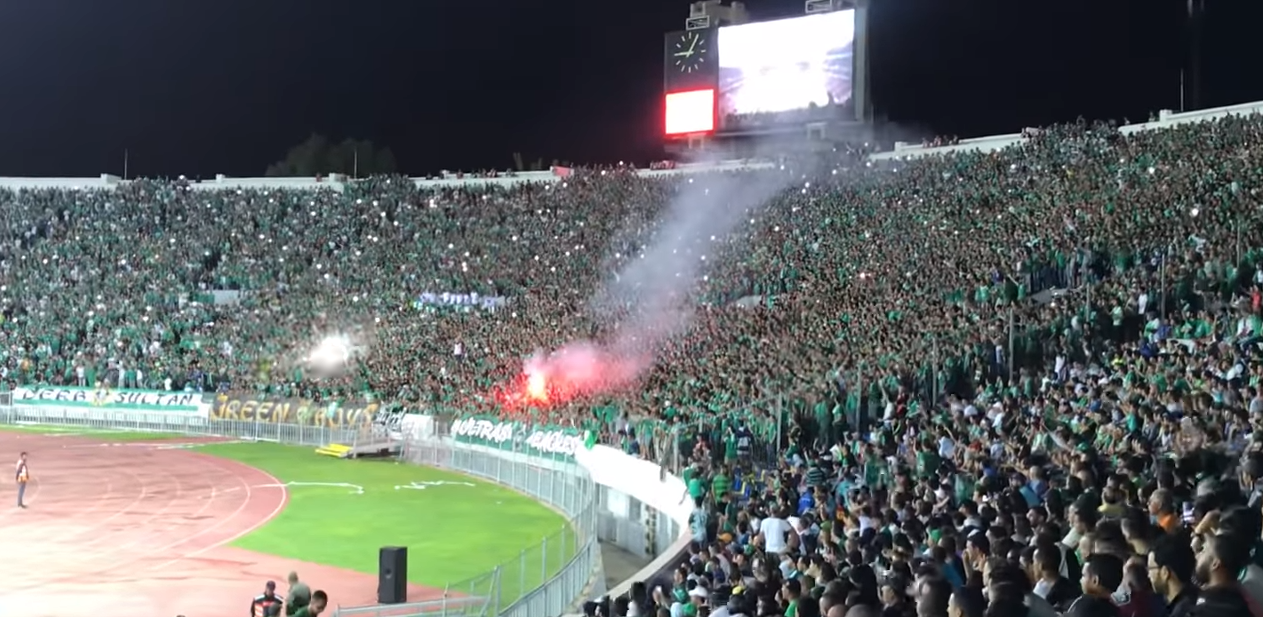
Graderia

L'Estadi Mohammed V (àrab: المركب الرياضي محمد الخامس, al-Murakkab ar-Riyāḍī Muḥammad al-Ḫāmis, ‘Complex esportiu Muhàmmad V’) és un estadi esportiu de la ciutat de Casablanca, al Marroc.
Va ser inaugurat el 6 de març de 1955 amb la denominació Stade Marcel Cerdan, en referència al boxejador Marcel Cerdan. L'any següent, amb la independència del país canvià el seu nom a Stade d'Honneur.
Té una capacitat per a 45,891 espectadors, però el seu rècord d'assistència fou de 110.000 espectadors. És la seu dels clubs Wydad AC i Raja CA.
Va ser seu dels Jocs Mediterranis de 1983 i de la Copa d'Àfrica de Nacions 1988.